# Distrito de Huamancaca Chico

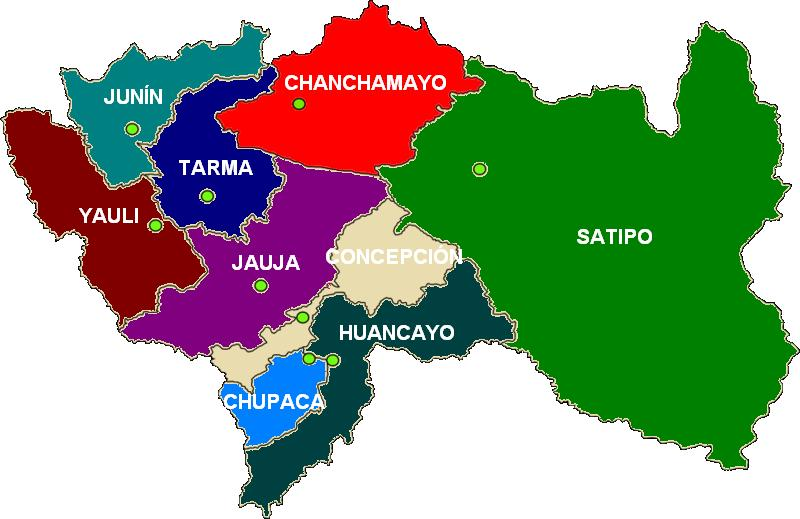
Provincia del Departamento de Junín

El Distrito peruano de Huamancaca Chico es uno de los nueve distritos que conforman la Provincia de Chupaca, en el Departamento de Junín, bajo la administración del Gobierno regional de Junín. 
Dentro de la división eclesiástica de la Iglesia Católica del Perú, pertenece a la arquidiócesis de Huancayo. En este distrito se encuentra el Establecimiento Penitenciario de Huancayo, principal penal de todo el departamento de Junín.

## Historia
El 6 de marzo de 1962, en el segundo gobierno del Presidente Manuel Prado Ugarteche es creado como distrito.

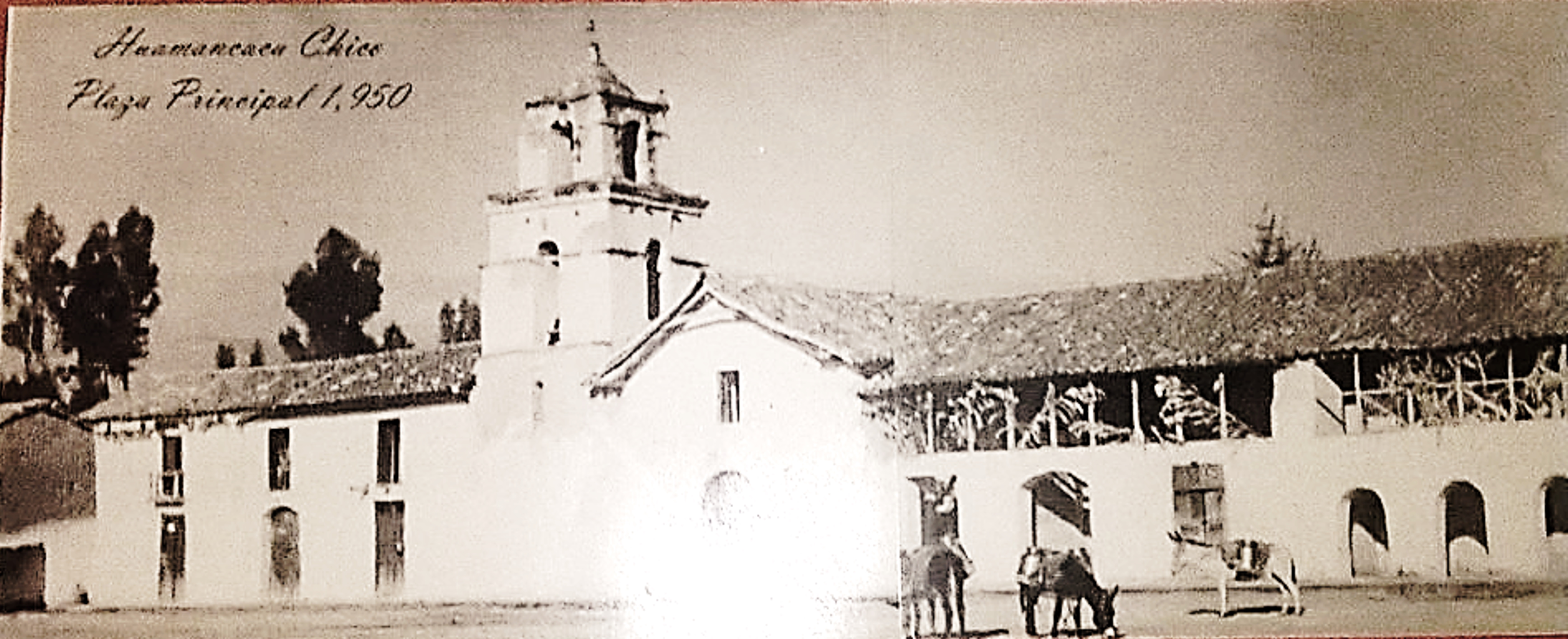
Plaza Principal de Huamancaca Chico Año 1950.
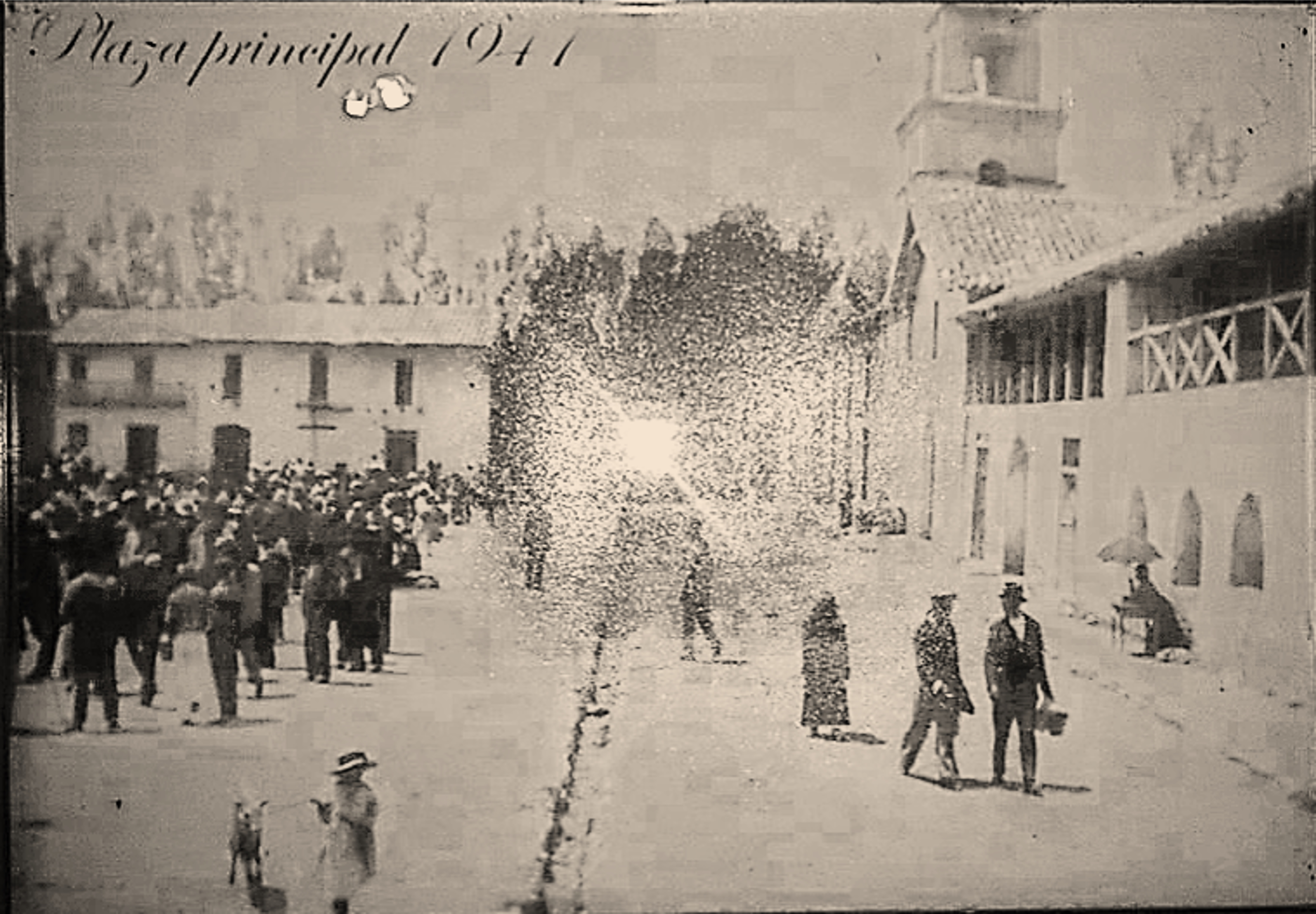
Plaza Principal de Huamancaca Chico Año 1947.

## Capital
Huamancaca Chico está ubicado a 3 218 m s. n. m. a 290 km de la capital del Perú, Lima, y a 2 km de la provincia de Huancayo.

## Población
El distrito tiene una población de 6,083 personas(2017) el cual está integrado por comunidades campesinas. tiene 1036 familias de dedicadas a la producción agropecuaria.

## Autoridades

### Municipales
- 2023 - 2026
  - Alcalde: Raphael Alex Páucar Barragán, Movimiento político Caminemos juntos por Junín.
  - Regidores: Ana Isabel Mangualaya Gilvonio, Albert Jiménez Ochoa, Olga Beatriz Cuellar Alvino, Yuri David Taype Vila, Pilar Soledad Piñas Ramos.
- 2015 - 2018[2]
  - Alcalde: Carlos Cerrón Poma, Movimiento Junín Sostenible con su Gente (JSG).
  - Regidores: Jolber Ibarra Porras(JSG), Margarita Ávila Rivera de Cuéllar (JSG), David Domingo Yauri Gonzales (JSG), Ever Pedro Chahuayllo Baltazar (JSG), Héctor Humberto Páucar Pariona (Acción Popular).
- 2011 - 2014[3]
  - Alcalde: Wilbert Víctor Ávila Páucar, del Partido Perú Posible (PP).
  - Regidores: Julio Rubén Vilcahuamán Inga (PP), Rubén Toribio Baltazar Pomalaya (PP), Nilo Zúñiga Lapa (PP), María Geraldina Pomahuali Mangualaya (PP), Fredy Loli Balbín Topalaya (Fuerza Constructora).
- 2007 - 2010
  - Alcalde: Wilbert Víctor Ávila Páucar,

### Policiales
- Comisaría de Chupaca
  - Comisario: Cmdte. PNP. Manuel Chuquipul.

### Religiosas
- Arquidiócesis de Huancayo[4]
  - Arzobispo de Huancayo: Mons. Pedro Barreto Jimeno, SJ.
  - Vicario episcopal: Pbro. Mario Vilcahuamán Castro.
- Parroquia[5]
  - Párroco: Pbro.